# Memorial da Inclusão
O Museu da Inclusão é um projeto cultural da Secretaria de Estado dos Direitos da Pessoa com Deficiência, que conta a história e trajetória do movimento social no Brasil e no mundo dando ênfase aos acontecimentos ocorridos no fim da década de 70 e início da década de 80. O Museu está localizado no bairro da Barra Funda, na cidade de São Paulo. Um dos propósito principal do museu é o de informar e conscientizar a população brasileira sobre os direitos e capacidade dessa parcela da sociedade tão excluída e renegada mesmo nos dias atuais. Nesse espaço disposto no Memorial da América Latina é realizado estudos, debates, pesquisas, simpósios, seminários, cursos e palestras, sempre voltados para a relevância da participação das pessoas com deficiência na sociedade e os seus direitos.
O Museu foi inaugurado em três de dezembro de dois mil e nove e contém fotografias, documentos, manuscritos, áudios e vídeos sobre os indivíduos e episódios marcantes na luta desse movimento social e político dessas pessoas em seus direitos no contexto maior dos direitos humanísticos. São doze ambientes com diversos painéis com logotipia recortada e aplicada em alto relevo, assim como tato, visão, audição e olfato. O Museu disponibiliza visitas orientadas para professores, alunos, crianças, jovens aprendizes, visitas de cidadãos comuns e grupos em geral.

## Atuação do museu
Entre outras ações, o museu desenvolve o projeto "Memórias", que consiste em registrar e propagar discursos de líderes e atuantes do movimento das pessoas com deficiência. Alguns desses argumentos acrescentados de outros constituem o documentário da invisibilidade á cidadania: Os Caminhos das pessoas com deficiências, produzido no ano de dois mil e quatorze pelo memorial em parceria com a TV Cultura.
Com a finalidade de propagar os Estudos sobre a deficiência, O Memorial realizou em parceria com O Diversitas (FFLCH/USP) e o USP Legal, entre os dias dezenove e vinte de Junho de dois mil e treze, o acontecimento conflitos, direitos e diversidade - I Simpósio Internacional de Estudos sobre a deficiência, que contou com a participação de pesquisadores na área de insuficiência física de todo o Brasil e do Mundo.
O local também promoveu o curso Direitos da Pessoa com deficiência: diversidade humana e igualdade, cujo objetivo foi sensibilizar dois mil agentes públicos de âmbitos estadual e municipal para que desempenhem suas atividades de modo que respeitem e propaguem os direitos dos deficientes.
E,afim,de oferecer um perspectiva histórica, essencial para que a sociedade ao todo e os próprios cidadãos com condições especiais estejam a par da luta desse seguimento da sociedade, em defesa dos seus direitos, a exposição possui três versões itinerantes, que agem como ação extra muros, alcançando os municípios do Estados.
O Museu disponibiliza atendimento em inglês para os visitantes estrangeiros. O seu site virtual está disponível em três línguas distintas (português, inglês e espanhol). E foi inaugurado no dia vinte e quatro de fevereiro.

## Ambiente
O museu possui um ambiente temático complementar, a Sala dos Sentidos, um espaço sensorial que não tem iluminação, com objetos e texturas distribuídos ao longo das paredes. Além dos objetos, a sala possui sons, onde os visitantes são convidados a experimentar e refletir sobre os sentidos (tato, visão, audição). O Memorial da Inclusão Social oferece também um ambiente para exposições temporárias, na qual o expositor sugere, organiza e apresenta uma exposição que costure e ao mesmo tempo se destoe do discurso da produção fixa. Dessa maneira, visa impulsionar e práticas de acessibilidade inovadoras e condizentes com as condições do expositor a fim de refletirmos sobre a adaptação razoável e da reabilitação baseada na comunidade.

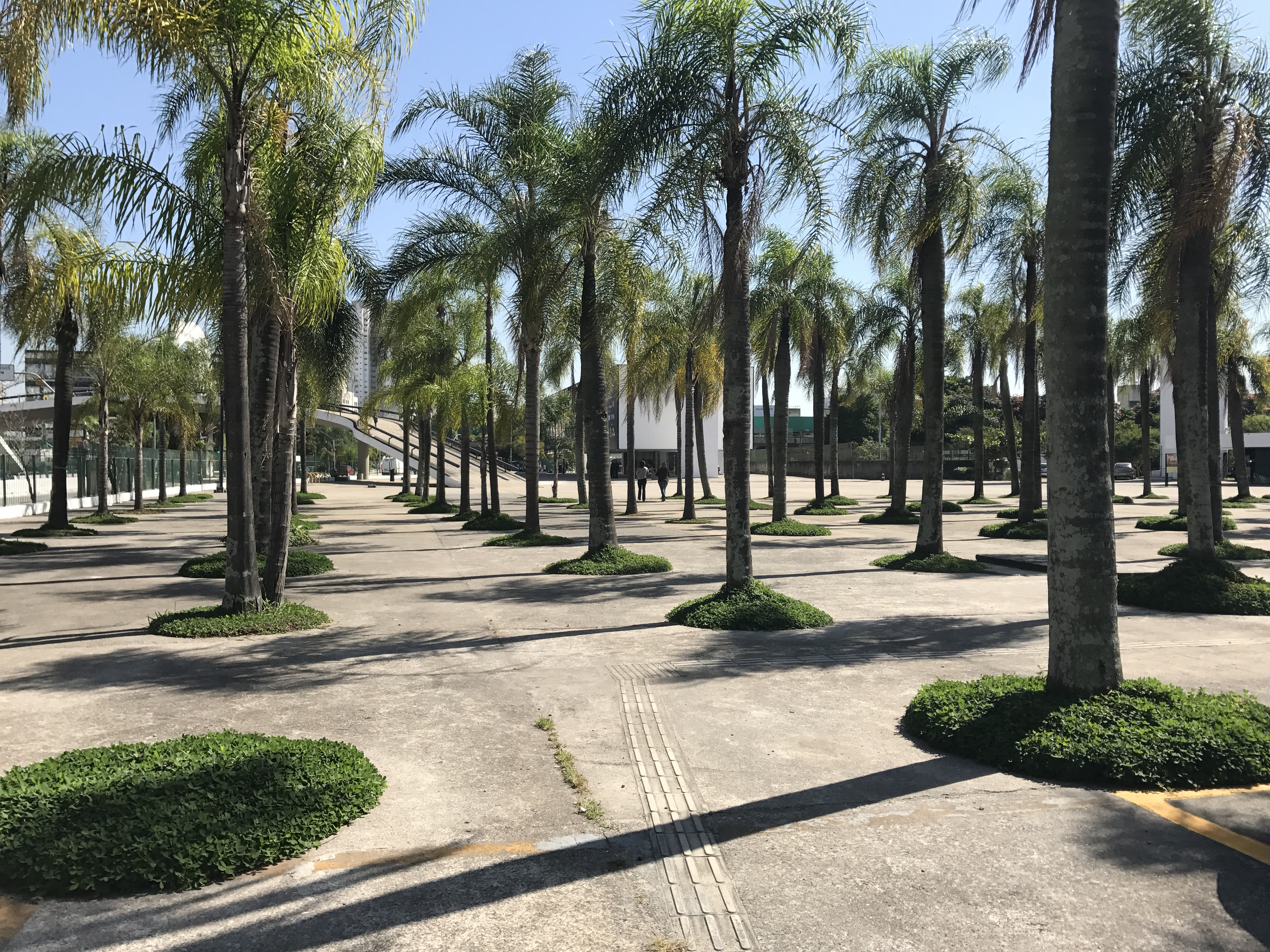
Parte externa do Memorial

### Arquitetura
Situado dentro do espaço chamado Memorial da América Latina, um complexo composto de 7 edifícios espalhados entre 2 praças unidas por uma passarela, o prédio redondo do Memorial da Inclusão, mais conhecido como o local onde antigamente era encontrada a sede do Parlamento Latino-Americano, foi arquitetado em 1991 por Oscar Niemeyer, após os outros edifícios, porém com as mesmas características plásticas dos demais.

#### Acessibilidade
Para atender ao seu público-alvo: as pessoas com deficiência, o Museu aposta na acessibilidade. Assim conta com a presença de piso tátil, material em braile, recursos de áudio em tubos sonoros (acionados por sensores de presença), visitas com acompanhamento por mediadores que falam a Língua Brasileira dos Sinais, vídeos legendados, elevadores e rampas para pessoas com difícil locomoção (como cadeirantes), espaço amplo e plano para a fácil locomoção. Ainda conta com textos de leitura facilitada para a melhor compreensão de pessoas com deficiência intelectual.

#### Conteúdo da exposição
A exposição conta com vídeos e trechos de entrevistas de militantes que participaram da passeata mobilizadora da causa dos deficientes ocorrida no dia 7 de abril de 1981; uma das líderes que aparece nos depoimentos é Lia Crespo, consultora do Memorial da Inclusão, na época uma jovem militante.

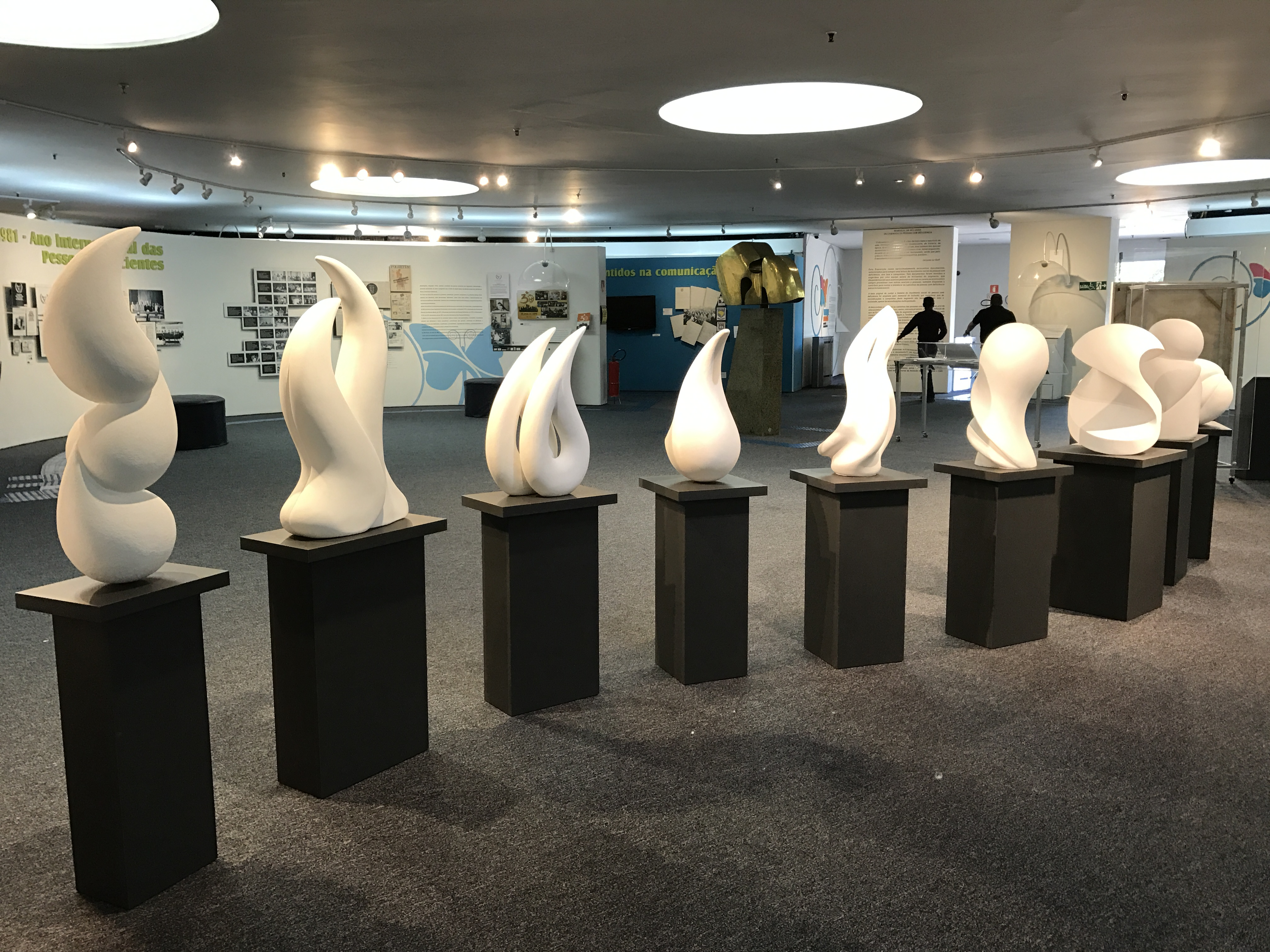
Interior da exposição

Em um dos painéis centrais da exposição, sob o título "Movimento Social", contém o retrato de 60 pessoas que participaram da mobilização em 1981 e uma lista com aproximadamente 100 outros nomes de militantes. Pois a curadoria, ao mesmo tempo que intencionava registrar a história do movimento social também almejava homenagear os ativistas.

## Banco de memórias
O registro das histórias orais começou a ser feito pelo Memorial logo após sua inauguração, em dezembro de 2009, tendo início nos primeiros meses de 2010. Ao longo de 2010, foram realizadas 38 entrevistas com os ativistas retratados no painel "Movimento Social" da exposição. Em sua maioria, os entrevistados acompanharam direta ou indiretamente a feito do museu e estiveram presentes em sua inauguração.

O convite à coleta de suas histórias orais foi formulado diretamente pela curadora da Exposição, informando o convidado que o entrevistador o procuraria para agendar a entrevista. A maior parte das narrativas foram executadas na casa do entrevistado.

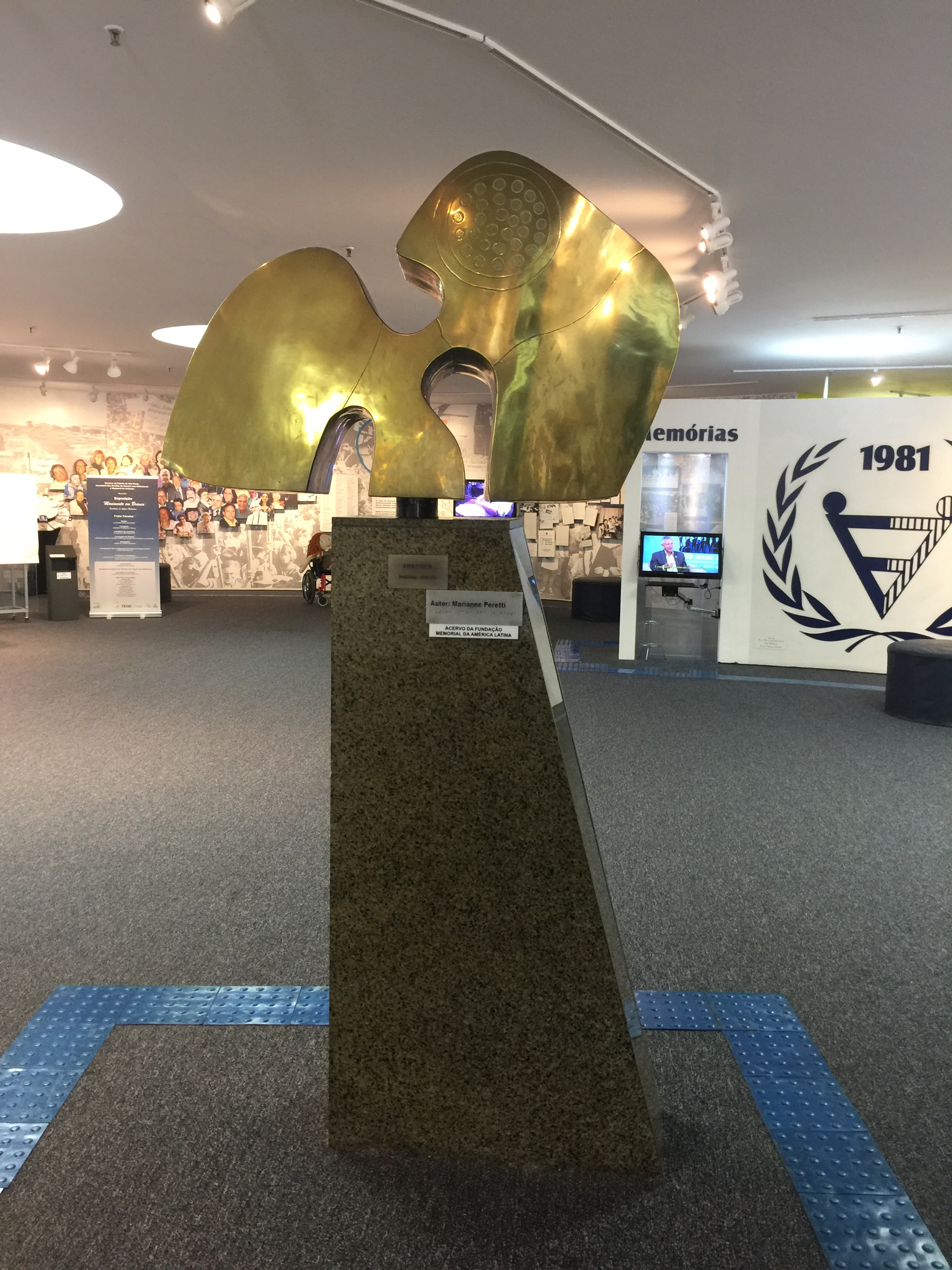
Obra do acervo

No ano de 2011 e de 2012, ocorreu à transcriação e edição das entrevistas. O material seria incorporado ao livro dos 30 Anos do AIPD e nele foi dado continuidade ao registro da história oral dos demais atuantes de reconhecido desempenho no movimento social dos indivíduos com deficiência, prioritariamente daqueles que participaram do AIPD. As entrevistas de 2010, bem como as transcriações e as edições dos vídeos foram efetuados por um historiador com experiência em história oral, que cuidou de todos os procedimentos diretamente. As entrevistas, já transcritas, seguiram um roteiro prévio elaborado pela historiadora responsável e a equipe do Memorial da Inclusão.
O Banco de Memórias está vinculado ao Centro de Documentação do Memorial da Inclusão e está disponível no Memorial da Inclusão virtual, como material de consulta para pesquisadores e demais interessados na temática do Projeto.
A campanha de captação de doações para formação do Centro de Documentação foi lançado no segundo semestre de 2011, e a recepção de tais doações foi acompanhada de entrevistas com os doadores mediante a mesma metodologia da história oral aplicada em 2010.
Em 2012, o Projeto Memorial da Inclusão promoverá o Simpósio Internacional de Estudos sobre Deficiência visando criar as bases de constituição do Núcleo de Estudos sobre Deficiência, para o qual o Centro de Documentação e o Banco de Memórias se oferecem como rica fonte de pesquisa.

## 1981: Ano Internacional das Pessoas com Deficiências
Na década de 1970 surgiu o “movimento político das pessoas com deficiência” que consistia na politização dos portadores de deficiência, ao final desse ano o movimento ganhou visibilidade e essa parcela da população passou a atuar ativamente na política a fim de transformar a sociedade. No ano de 1980 aconteceu o primeiro Encontro Nacional de Pessoas Deficientes, onde a finalidade foi obter diretrizes para a organização do movimento no Brasil, determinar uma pauta comum de pedidos e também estipular critérios para as entidades que poderiam ser reconhecidas como integrantes da Coalização. Ainda no primeiro Encontro criou-se a Comissão Executiva na qual era responsável por aprimorar os trabalhos e realizar a criação da Federação Nacional das Entidades de Pessoas Deficiente e cogitar as atividades da Coalizão.
No contexto histórico a ditatura militar e a restauração da democracia brasileira o movimento estava em evidência, tudo isso contribuiu para que a ONU promulgasse o ano de 1981 como o Ano Internacional das Pessoas Deficientes.
Essa data foi extremamente marcante e importante para a luta dos portadores de deficiência, tanto é que diversas emissoras fizeram matérias com os líderes militantes que organizarão essa passeata no Brasil, e o Memorial conta com trechos de vídeos da manifestação e das entrevistas realizadas.

## Exposição itinerante
O Museu da Inclusão conta também com apresentações itinerantes, desde 2010, que tem o propósito de divulgar o movimento social e conscientizar a população brasileira da importância dos deficientes na construção da sociedade como um todo e de evitar a exclusão deles na participação de tomadas de decisões relevantes. Essa apresentação é constituída por painéis autoportantes e adesivados de ambos os lados, elas têm o mesmo tema que a exposição fixa e viaja por todo o Brasil.
A apresentação já passou por diversas cidades, como: Americana, Araçatuba, Araraquara, Arealva, Assis, Avaré, Bananal, Barra Bonita, Barretos, Batatais, Bauru, Botucatu, Caçapava, Campinas, Campos do Jordão, Catanduva, Fartura, Franca, Garça, Guarulhos, Itapetininga, Itapeva, Jundiaí, Lençóis Paulista, Limeira, Marília, Mogi das Cruzes, Mogi Guaçú, Mogi Mirim, Novo Horizonte, Olímpia, Osasco, Ourinhos, Pariquera Açu, Piracicaba, Presidente Prudente, Santa Fé do Sul, São Caetano do Sul, São Carlos, São José do Rio Preto, São José dos Campos, São Vicente e São Carlos.
Na cidade de São Paulo, onde reside a exposição fixa, o Memorial andarilho já visitou instituições como MASP, Colégio São Luis, Faculdade Campos Sales e Senac; já passou pela feira Reatech; pelas Unidades Lapa e Morumbi da Rede de Reabilitação Lucy Montoro; pelo Tribunal Regional do Trabalho; Juizado Especial Federa; Ordem dos Advogados do Brasil e também pelo Palácio das Convenções no Anhembi durante a Feira + Fórum Reabilitação.
Fora do Estado de São Paulo, o museu esteve presente em Brasília, na Câmara dos Deputados, e em Curitiba, a convite da Universidade Livre para a Eficiência Humana. Outros países também foram palco da exposição itinerante, como Piriápolis no Uruguai, durante o Seminário Latinoamericano de Formación de Líderes Sociales con Discapacidad e foi apreciada por 358 686 pessoas.

## Grandes Nomes, Grandes Feitos
Em 2017, na cidade de Piracicaba, ocorre a exposição "Grandes Nomes, Grandes Feitos"  fruto da parceira entre a Secretaria de Estado dos Direitos da Pessoa com Deficiência, através do Memorial da Inclusão, e o Gabinete do Vereador André Bandeira. A mostra apresenta doze personalidades brasileiras e estrangeiras que desenvolveram ações em diferentes áreas do conhecimento. Os nomes em destaque participaram da luta por direitos humanos e pelo acesso à arte a e à cultura, deixando sua marca no processo de constante busca pela melhoria da qualidade de vida em sociedade. Além disso, possuem um aspecto comum: a deficiência.
Os visitantes são convidados a conhecer as instigantes trajetórias das personalidades por meio dos sentidos. As doze instalações promovem a interação sensorial com o público de diferentes formas, fazendo referência à habilidade que tornou notório cada nome da lista. Algumas das experiências será conhecer os materiais usados pela artista Anita Malfatti para elaborar suas obras, testar as técnicas do fotógrafo cego Evgen Bavcar, tentar ler ou escrever em braile na instalação sobre Dorina Nowill ou, ainda, sentir a vibração da “Ode à Alegria”, da 9ª. Sinfonia, no display relativo a Beethoven.
A exposição é acessível, pois conta com audiodescrição e textos em dupla leitura (braile e Português ampliado).

## Instituto Olga Kos
Em dois mil e dezessete, O Memorial da Inclusão Social expôs obras dos alunos de deficiência intelectual, do Instituto Olga Kos, sobre o Universo Cósmico. Eles produziram obras em tela e gesso para a comemoração dos dez anos do Instituto em que estudam. A exposição contou com doze obras entre telas e esculturas produzidos por esses alunos e traziam referência de artistas contemporâneos, como Tikashi Fukushima, Caciporé e Yukata Toyota.
No espaço foram expostas pinturas abstratas em tela com tinta acrílica e cores fortes e esculturas táteis para pessoas com deficiência visual poderem tatear, produzidas em gesso, madeira e metal. Além de retratar o universo, os artistas moldaram em gesso os materiais usados na produção das obras. A exposição possui audiodescrição e impressão dos textos sobre as obras em fonte ampliada e braile.
O Memorial da Inclusão recebeu também uma oficina da artista Maria Goret, que ensinou os artistas do Instituto Olga Kos a pintarem com a boca e os pés.

## Curiosidades

### Logo

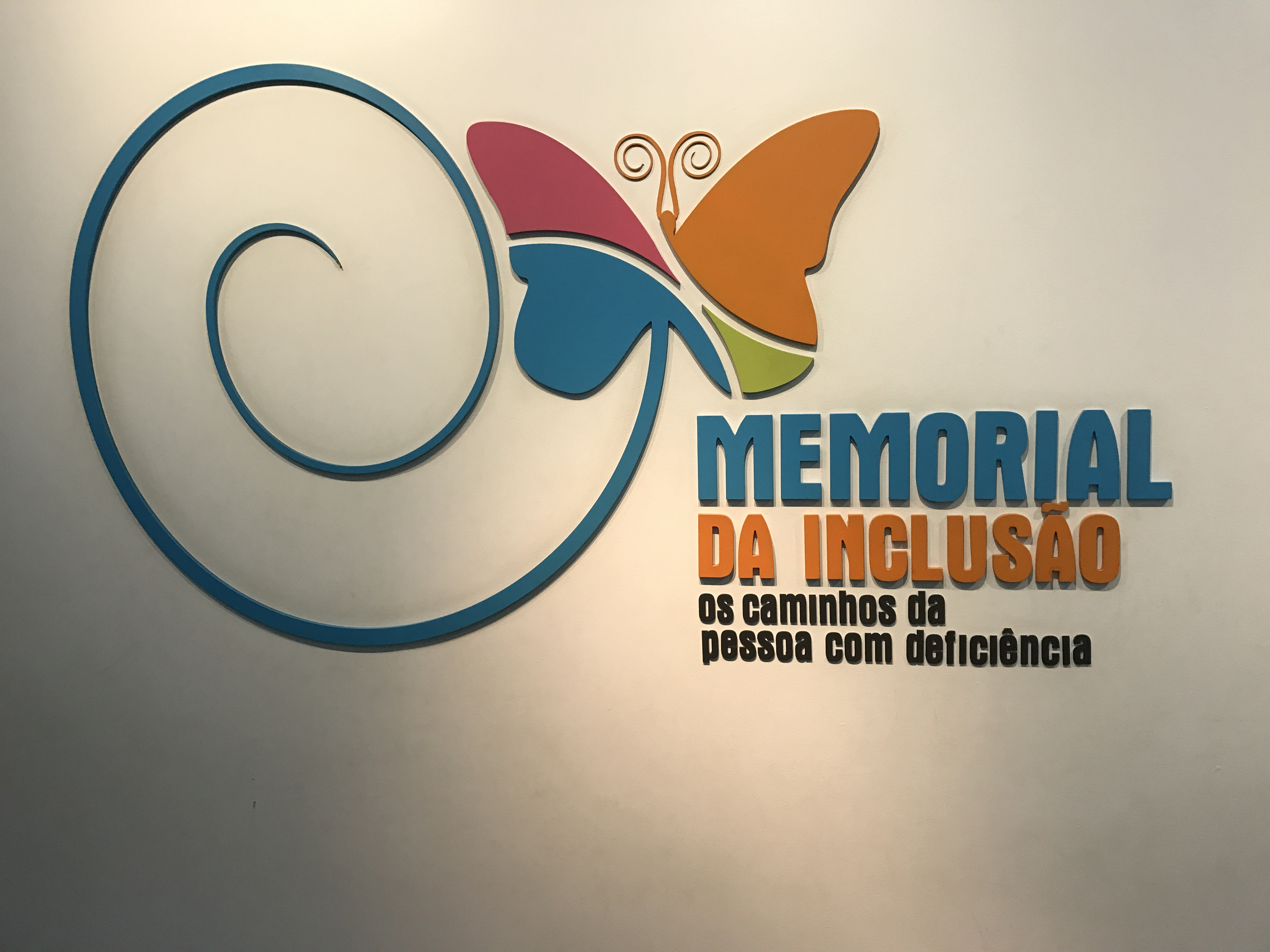
Logo do Memorial da Inclusão

A primeira versão do logo do Memorial da Inclusão Social foi sugerida pela cenografia, e depois foi discutida com a equipe e ajustada ao espírito da exposição, para quem a história é uma mudança constante: "A transformação da crisálida em em borboleta simboliza o sucesso de rompimento do seu próprio casulo. Sabe-se que essa etapa é fundamental para a sobrevivência da borboleta. A saída do casulo requer muita energia. Os movimentos são lentos, porém fortes e pontuais. A espiral, na trajetória e nas antenas da borboleta símbolo do Memorial, significa esse processo pessoal e intransferível que a borboleta tem que cumprir por si mesma. Simboliza o protagonismo das pessoas com deficiência em defesa de seus direitos, representa sua trajetória da exclusão e invisibilidade para a cidadania plena. O colorido e o desenho assimétrico das asas remetem à diversidade humana e à variedade das deficiências, suas demandas e potencialidades. Para muitas culturas, o circular e o espiralado representam o ciclo da vida e nos remetem à ideia de que não existem um começo, nem um fim. O Memorial da Inclusão, instalado num espaço redondo, reflete a história que representa. De qualquer ângulo que se olhe, podemos começar a conhecer a história do movimento social das pessoas com deficiência. Melhor do que um destino é refletir um ir além, um renovar. O Memorial da Inclusão reflete, portanto, os significados da diversidade, do circular e do espiralado, os quais simbolizam as histórias e as memórias que se cruzaram e aquelas que ainda vão se cruzar para construir uma sociedade inclusiva."

### Cândido Pinto de Melo
Era integrantes e também presidente da União dos Estudantes de Pernambuco, um movimento que foi muito prejudicado na ditadura militar. Cândido no ano de 1969 ficou paralítico por conta de um tiro na coluna, enquanto esperava o ônibus.
No início da década de 80, Cândido Pinto de Melo foi um dos principais fundadores do projeto Movimentos pelos Direitos das Pessoas Deficientes- MDPD, um grupo de deficientes que já  se unia mensalmente desde 1979 para discutir propostas de intervenção para a alteração da sociedade paternalista e da ideologia assistencialista.
Morreu no ano de 2002 devido aos graves problemas de saúde ocasionados pelo acontecimento do tiro.

### Maria de Lourdes Guarda
Maria de Lourdes sofria muito com dores na coluna, no ano de 1947 fez uma primeira cirurgia na coluna, mas as dores fortes continuaram, com uma segunda cirurgia sem nenhum sucesso, Maria ficou paraplégica, por cinco anos tentou voltar a andar por meio de novas cirurgia, porem nenhuma teve um bom resultado. Ela foi uma das fundadoras da Fraternidade Cristã de Doentes e Deficientes-FCD no Brasil.

### Lia Crespo
A jornalista Ana Maria (Lia) Morales Crespo, formada pela Faculdade Cásper Líbero, nasceu em 19 de junho de 1954, em Osasco, cidade da Grande São Paulo.
Convive com sequelas de paralisia infantil desde que tinha um ano de idade. Sempre estudou em escolas comuns. Defendeu a tese de doutorado “Da invisibilidade à construção da própria cidadania. Os obstáculos, as estratégias e as conquistas do movimento social das pessoas com deficiência no Brasil, através das histórias de vida de seus líderes”, em História Social, na Faculdade de Filosofia, Letras e Ciências Humanas (USP, 2010)
Tem mestrado em Ciências da Comunicação, com a dissertação “Informação e deformação, a imagem das pessoas com deficiência na mídia impressa”, pela Escola de Comunicação e Artes (USP, 2000)
Ativista do movimento social das pessoas com deficiência, desde 1980. Foi cofundadora do Núcleo de Integração de Deficientes (NID) e do Centro de Vida Independente Araci Nallin. Como representante dessas organizações de pessoas com deficiência, teve participação ativa na criação do Conselho Estadual para Assuntos das Pessoas com Deficiência (1984), na elaboração de propostas que foram incluídas na Constituição Federal (1988), na Constituição Estadual de São Paulo (1989) e na Lei Orgânica do Município de São Paulo (1990).
Lia também é autora dos livros infantis “Júlia e seus amigos” (2005) e “Uma nova amiga” (2017), que tratam de deficiência e a importância da amizade para a construção de uma sociedade para todos.

Participou da criação do Memorial da Inclusão, em cuja exposição aparece em um vídeo realizado pela TV Cultura em 1978.  Aparece também em outra entrevista mais recente (2011) e ambos os seus discursos se intercalam.

Galeria de Fotos
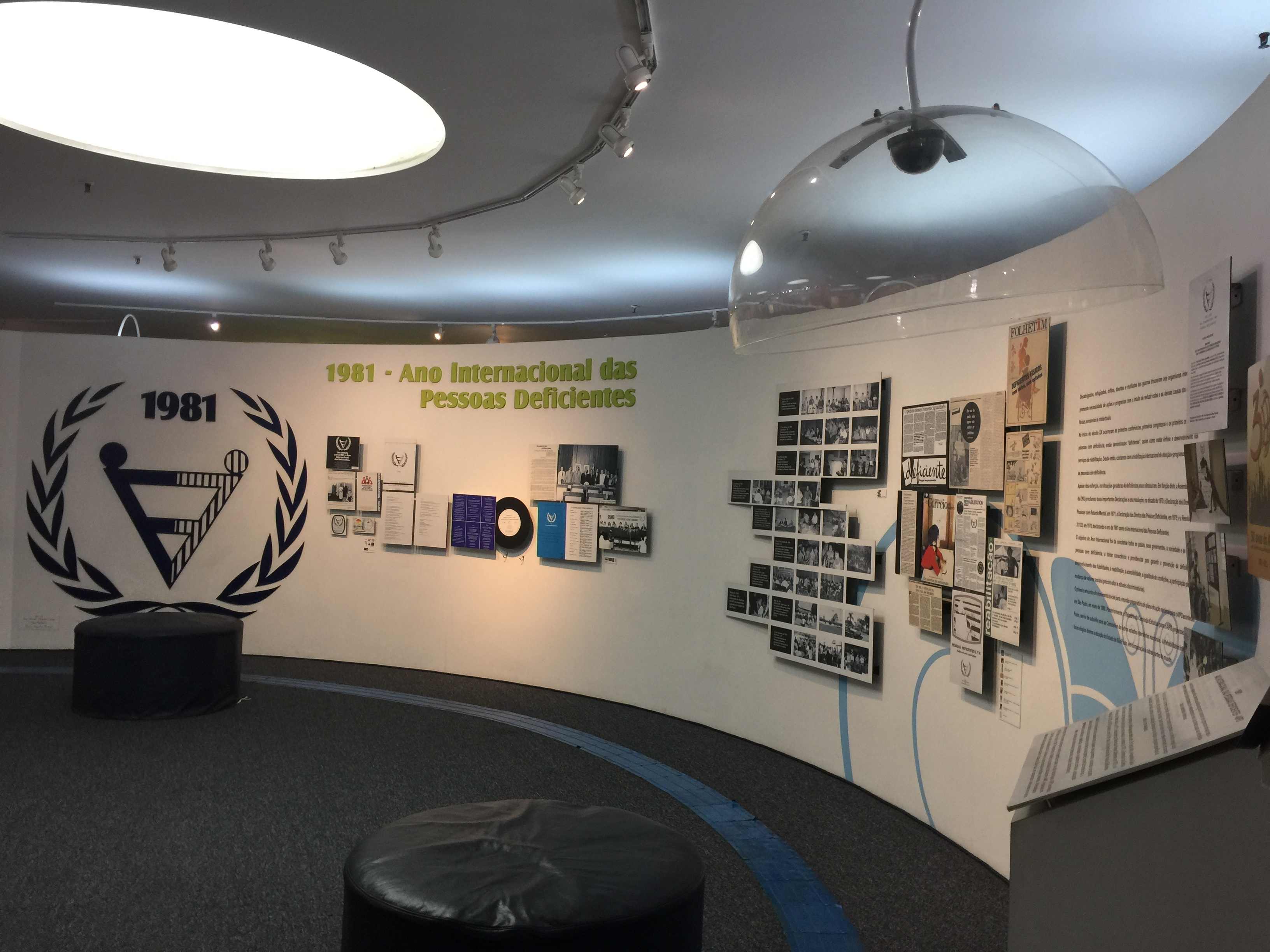
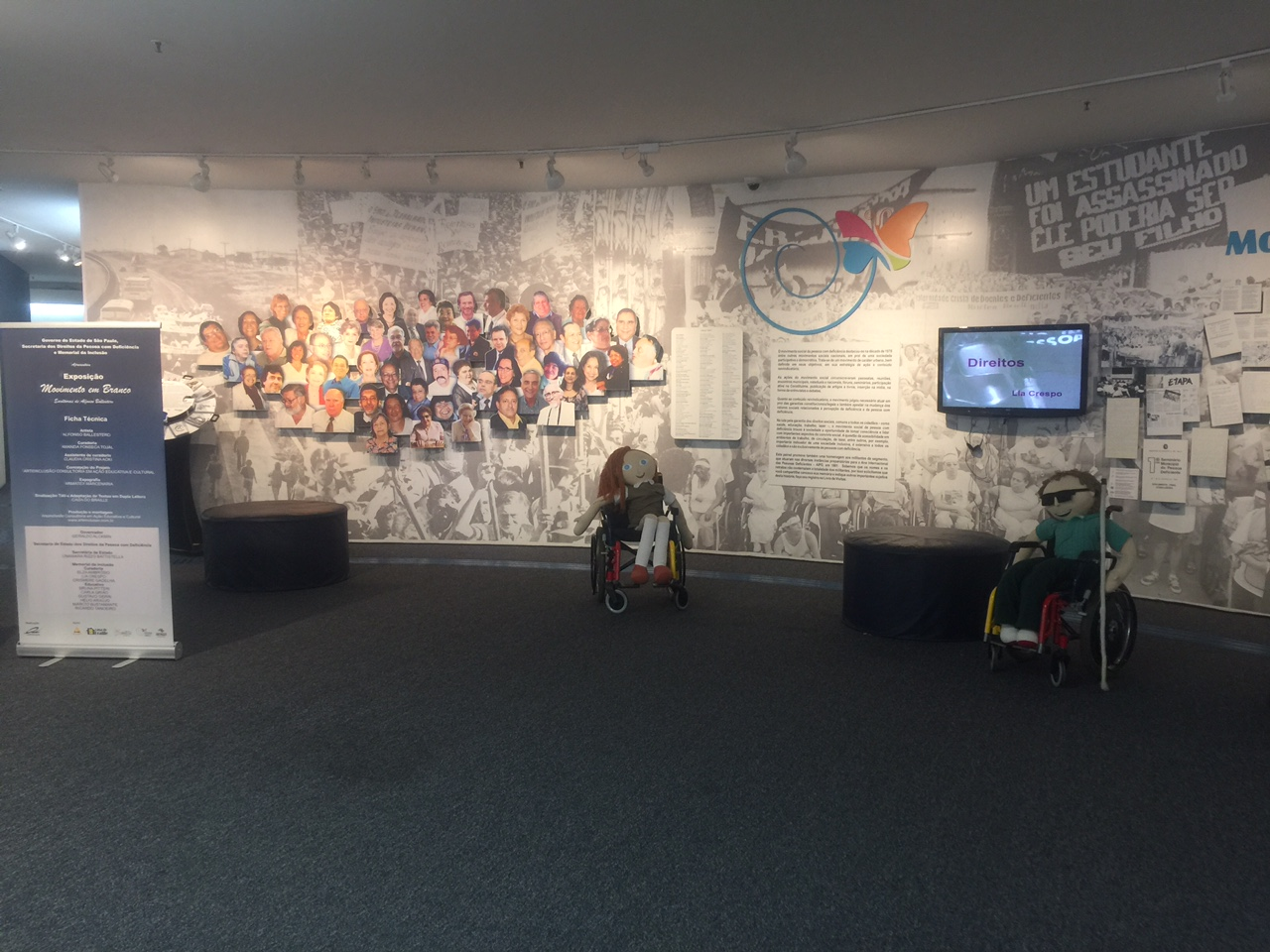
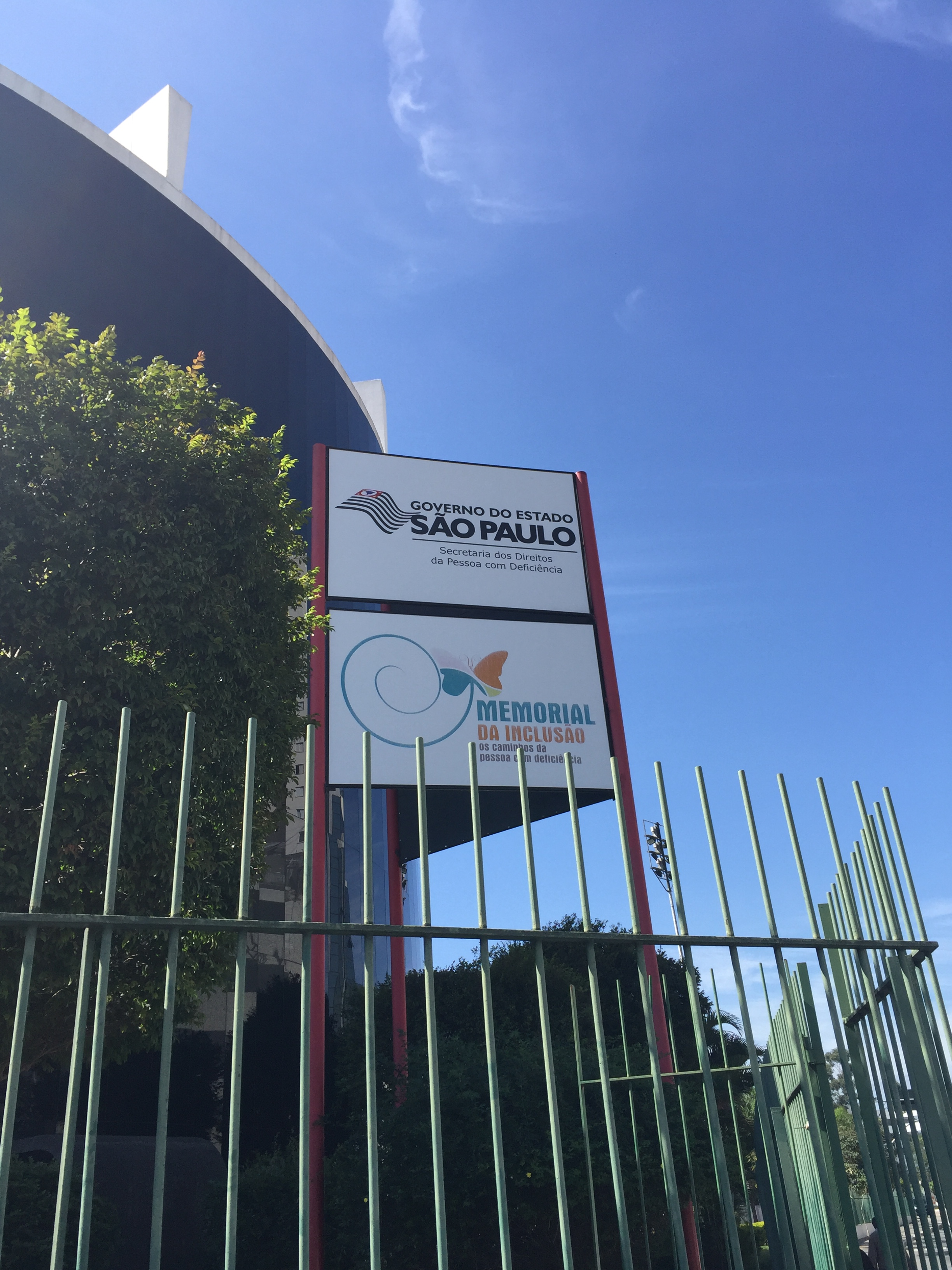
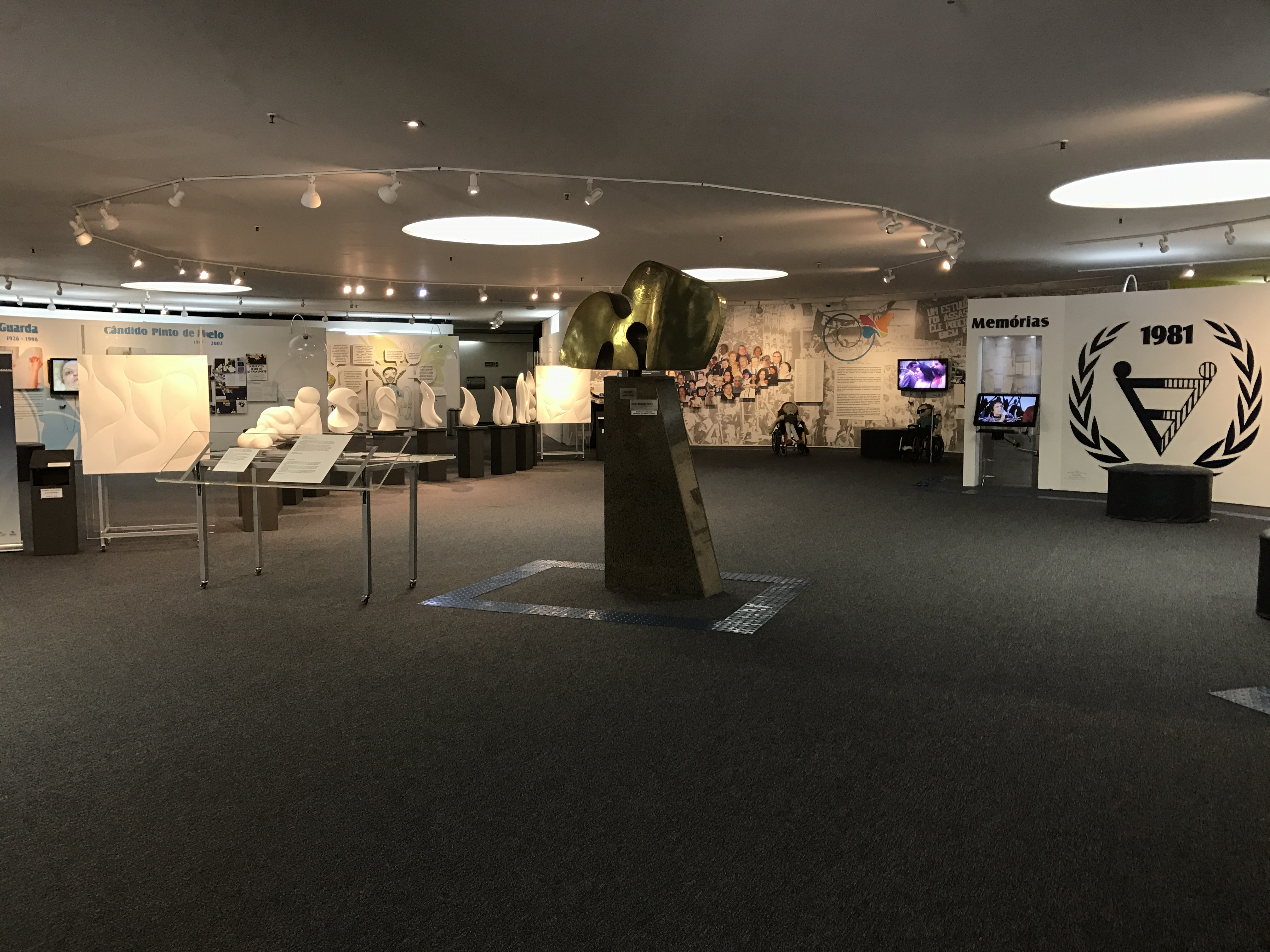